# إيفان فيرغسون
إيفان جوي فيرغسون (مواليد 19 أكتوبر 2004) هو لاعب كرة قدم أيرلندي، يلعب مهاجمًا لنادي برايتون أند هوف ألبيون في الدوري الإنجليزي الممتاز ولمنتخب جمهورية أيرلندا لكرة القدم.

## مسيرته الكروية

### بداياته
فيرغسون هو ابن لاعب كرة القدم المحترف السابق باري فيرغسون الذي لعب لصالح كوفنتري سيتي وكولتشستر يونايتد وهارتلبول يونايتد ونورثامبتون تاون ولونغفورد تاون وبوهيميان وشامروك روفرز وسبورتنغ فينغال خلال مسيرته الكروية. والدته إنجليزية. نشأ وهو يشجع مانشستر يونايتد. التحق بمدرسة Coláiste na hInse عندما كان صغيرًا.
بدأ فيرغسون اللعب مع نادي سانت كيفنز بويز المرموق في دبلن، قبل الانتقال إلى قسم الشباب في نادي بوهيميانفي دوري الدرجة الممتازة الأيرلندي، حيث سيلعب في الدوريات الوطنية للناشئين. في ديسمبر 2020، سجل في أخر مباراة له على مستوى الناشئين للنادي حيث فاز فريقه بدوري أيرلندا تحت 17 عامًا، متغلبًا على منافسه شامروك روفرز 2–0 في النهائي.

### بوهيميان
ظهر فيرغسون لأول مرة في كرة القدم للكبار في 11 يوليو 2019، انتهت بالتعادل 1–1 مع تشيلسي في مباراة ودية في داليمونت بارك، وكان يبلغ من العمر 14 عامًا فقط في ذلك الوقت مما جعله أصغر لاعب في النادي على الإطلاق يشارك في مباراة على مستوى الكبار. جاء ظهوره الرسمي لأول مرة في كرة القدم العليا في 20 سبتمبر 2019، عندما حل محل لوك ويد سلاتر في وقت متأخر ضد ديري سيتي في ملعب ريان ماكبرايد برانديويل. جاءت أهداف فيرغسون الأولى على مستوى الكبار في 28 يناير 2020، عندما وقع على هدفين في فوز ودي 4–2 قبل بداية الموسم على درودا يونايتد. واستمر في الظهور في أربع مباريات رسمية في المجموع خلال موسميه في النادي.

### برايتون أند هوف ألبيون

#### موسم 2021–22
في يناير 2021، وقع لأكاديمية برايتون أند هوف ألبيون، متفوقًا على نادي ليفربول المتواجد في الدوري الإنجليزي الممتاز ليوقع معه. في 24 أغسطس 2021، ظهر لأول مرة مع الفريق الأول، ليحل محل إينوك مويبو، في الدقيقة 81 خلال الفوز 2–0 خارج أرضه على فريق كارديف سيتي من الدرجة الأولى في الجولة الثانية من كأس رابطة الأندية الإنجليزية المحترفة. في 6 سبتمبر، تم ترشيحه لجائزة أفضل لاعب في الدوري الإنجليزي الممتاز 2 لشهر أغسطس. سجل أول هدف احترافي له على الإطلاق، عندما وقع هدف التعادل لفريق برايتون تحت 23 عامًا في الفوز 2–1 خارج أرضه على نورثامبتون تاون من الدرجة الثانية في كأس دوري كرة القدم الإنجليزية في 2 نوفمبر. فاز فيرغسون بجائزة هدف الشهر لناديه لشهر نوفمبر 2021، بهدفه ضد فريق إيفرتون تحت 23 عامًا في الغوديسون بارك. تواجد للمرة الأولى في قائمة مباراة في الدوري الإنجليزي الممتاز يوم 15 ديسمبر 2021، عندما كان بديلاً غير مستخدم في المباراة التي انتهت بالهزيمة على أرضه أمام وولفرهامبتون واندررز. ظهر فيرغسون للمرة الثانية في الموسم مع الفريق الأول يوم 8 يناير 2022، حيث دخل كبديل في الدقيقة 76، إذ قدم تمريرة حاسمة التي جاء منها هدف التعادل لجاكوب مودر في الفوز 2–1 - بعد الوقت الإضافي - خارج أرضه على وست بروميتش ألبيون من دوري الدرجة الأولى في الدور الثالث من كأس الاتحاد الإنجليزي. بعد أربعة أسابيع، ظهر فيرغسون كبديل مرة أخرى في كأس الاتحاد الإنجليزي، هذه المرة خارج أرضه أمام توتنهام هوتسبير في 5 فبراير، والتي انتهت بالهزيمة 3–1 لصالح السبيرز. في 19 فبراير 2022، ظهر فيرغسون لأول مرة في الدوري الإنجليزي الممتاز مع برايتون، حيث دخل كبديل في الخسارة 3–0 على أرضه أمام بيرنلي صاحب المركز الأخير.

#### موسم 2022–23
في 24 أغسطس 2022، سجل فيرغسون هدفه الأول مع برايتون، بتمريرات من زميله لاعب الأكاديمية كاميرون بيوبيون، في الدقيقة 90+4 خلال الفوز 3–0 خارج الأرض على فريق فوريست غرين من دوري الدرجة الأولى في الدور الثاني من كأس رابطة الأندية الإنجليزية المحترفة. في 19 أكتوبر 2022، في عيد ميلاده الثامن عشر، وقع فيرغسون أول عقد احترافي طويل الأمد له في برايتون، ليظل في النادي حتى عام 2026. في 31 ديسمبر، في الخسارة 4–2 على أرضه أمام أرسنال، ظهر للمرة الثالثة في الدوري الإنجليزي الممتاز من مقاعد البدلاء مع برايتون حيث سجل أول هدف في مسيرته بالدوري. في سن 18، عامًا أصبح أصغر لاعب يسجل هدفًا في الدوري الإنجليزي الممتاز لكل من أيرلندا وبرايتون. بعد ثلاثة أيام في 3 يناير 2023، بدأ فيرغسون أول مباراة له في الدوري الإنجليزي الممتاز، وسجل مرة أخرى في الفوز 4–1 خارج الأرض على إيفرتون. في 25 أبريل، تعهد فيرغسون باستمراره مستقبلا مع برايتون بعد توقيع عقد طويل الأمد حتى عام 2028. بعد موسم ناجح سجل فيه 10 أهداف في 25 مباراة، فاز فيرغسون بجائزة أفضل لاعب شاب في برايتون في نهاية الموسم.

#### موسم 2023–24
افتتح فيرغسون حساب أهدافه لموسم 2023–24 في المباراة الافتتاحية في 12 أغسطس، بعد دخوله كبديل، سجل هدفًا في الدقيقة 90+5 ليضمن فوزًا بنتيجة 4–1 على أرضه على الوافد الجديد في الدوري الإنجليزي الممتاز لوتون تاون. في 2 سبتمبر، سجل فيرغسون أول هاتريك في مسيرته مع النادي ضد نيوكاسل يونايتد في فوز 3–1 على أرضه في الدوري. بذلك، أصبح رابع لاعب يحقق هذا الإنجاز في سن 18 عامًا، بعد مايكل أوين وروبي فاولر وكريس بارت وليمز. كما أصبح إلى جانب سيسك فابريغاس، اللاعبين الوحيدين غير الإنجليز اللذين وصلا إلى 10 مشاركات تهديفية في الدوري الإنجليزي الممتاز بينما كانا في سن الثامنة عشرة وما دون. في 29 أكتوبر، سجل فيرغسون هدفه الحادي عشر في الدوري الممتاز في الدقيقة 26 من التعادل 1–1 ضد فولهام في ملعب أميكس. ذكرت بي بي سي أن إيغور خوليو وباسكال غروس شاركا في بناء الهجمة، حيث مرر غروس الكرة إلى قدمي فيرغسون، الذي كانت لديه المساحة والهدوء للمس الكرة وتسديدها بهدوء وبشكل منخض أمام حارس مرمى فولهام بيرند لينو ليسجل هدف الافتتاح. في 10 نوفمبر، مدد عقده حتى عام 2029. رفع فيرغسون رصيده هذا الموسم إلى ستة أهداف ضد نوتينغهام فورست في 25 نوفمبر، عندما سجل في الدقيقة 26 من تمريرة باسكال غروس ليجعل النتيجة 1–1، في مباراة فاز بها برايتون في النهاية 3–2. سيكون هذا هدفه الأخير مع برايتون لمدة 11 شهرًا.

#### موسم 2024–25
بعد ظهوره مع أيرلندا في أوائل سبتمبر 2024، عاد فيرغسون إلى كرة القدم الأندية في مباراة تعادل فيها برايتون بدون أهداف على أرضه ضد إيبسويتش تاون في 14 سبتمبر. سجل هدفه الأول مع برايتون في عام 2024 في مباراة التعادل 2–2 ضد وولفرهامبتون واندررز يوم 26 أكتوبر.

## مسيرته الدولية
مثل فيرغسون جمهورية أيرلندا في فئات الشباب تحت 15 عامًا وتحت 17 عامًا وتحت 21 عامًا. في 27 أغسطس 2021، تم استدعاؤه إلى جانب زميله في فريق برايتون أندرو موران إلى منتخب جمهورية أيرلندا تحت 21 عامًا لأول مرة، لتصفيات بطولة أمم أوروبا تحت 21 سنة 2023 ضد البوسنة والهرسك ولوكسمبورغ . ظهر لأول مرة مع منتخب تحت 21 عامًا في الفوز 2–0 على البوسنة والهرسك في زينيتسا.
استدعي فيرغسون إلى الفريق الأول لأول مرة في نوفمبر 2022، لمباريات ودية ضد النرويج ومالطا، ووصف الشاب البالغ من العمر 18 عامًا أنه كان "مسرورًا للغاية" باختياره. ظهر لأول مرة مع الفريق الأول ضد النرويج في 17 نوفمبر، حيث دخل كبديل في الدقيقة 89 في الهزيمة 2–1 على أرضه. بدأ فيرغسون مباراته الأولى في 22 مارس 2023، ضد لاتفيا في ملعب أفيفا في دبلن في مباراة ودية. سجل الهدف الثاني لأيرلندا في المباراة في الدقيقة 17، من ركلة جزاء. فازت أيرلندا بالمباراة 3–2، حيث تم استبدال فيرغسون بتروي باروت بعد 73 دقيقة.
في يونيو 2023، سجل فيرغسون هدفه الرسمي الأول لأيرلندا خلال فوز 3–0 على جبل طارق في ملعب أفيفا في تصفيات بطولة أوروبا 2024. في أكتوبر 2023، سجل فيرغسون هدفه الرسمي الثاني ضد جبل طارق في ملعب ألغارفي.
سجل فيرغسون الهدف الوحيد برأسه في فوز جمهورية أيرلندا 1–0 على فنلندا في 14 نوفمبر 2024 في لانسداون رود في الجولة قبل الأخيرة من تصفيات دوري الأمم الأوروبية، وهو أول فوز لأيرلندا على أرضها تحت قيادة المدرب الجديد هيمير هولغريمسون. أبقت النقاط الثلاث أيرلندا في المنافسة على المركز الثالث في الملحق.

## طريقة اللعب
وصف آلان شيرر، هداف الدوري الإنجليزي الممتاز، فيرغسون بأنه "يبدو وكأنه لاعب حقيقي. فهو يتميز بالقدم اليسرى والقدم اليمنى والرأس والسرعة والعدوانية والحدس؛ ولا توجد نقاط ضعف واضحة في أسلوب لعبه".

## الإحصائيات

### النادي
آخر تحديث بعد المباراة التي لُعبت يوم 15 ديسمبر 2024.
| النادي                                        | الموسم   | الدوري                         | الدوري | الدوري  | الكأس المحلي | الكأس المحلي | كأس الدوري | كأس الدوري | أخرى   | أخرى    | المجموع | المجموع |
| النادي                                        | الموسم   | الدرجة                         | الظهور | الأهداف | الظهور       | الأهداف      | الظهور     | الأهداف    | الظهور | الأهداف | الظهور  | الأهداف |
| --------------------------------------------- | -------- | ------------------------------ | ------ | ------- | ------------ | ------------ | ---------- | ---------- | ------ | ------- | ------- | ------- |
| بوهيميان                                      | 2019     | دوري الدرجة الممتازة الأيرلندي | 1      | 0       | 0            | 0            | 0          | 0          | 0      | 0       | 1       | 0       |
| بوهيميان                                      | 2020     | دوري الدرجة الممتازة الأيرلندي | 2      | 0       | 1            | 0            | —          | —          | —      | —       | 3       | 0       |
| بوهيميان                                      | المجموع  | المجموع                        | 3      | 0       | 1            | 0            | 0          | 0          | 0      | 0       | 4       | 0       |
| برايتون أند هوف ألبيون تحت 21 سنة والأكاديمية | 2021–22  | —                              | —      | —       | —            | —            | —          | —          | 2      | 1       | 2       | 1       |
| برايتون أند هوف ألبيون تحت 21 سنة والأكاديمية | 2022–23  | —                              | —      | —       | —            | —            | —          | —          | 3      | 1       | 3       | 1       |
| برايتون أند هوف ألبيون تحت 21 سنة والأكاديمية | المجموع  | المجموع                        | —      | —       | —            | —            | —          | —          | 5      | 2       | 5       | 2       |
| برايتون أند هوف ألبيون                        | 2021–22  | الدوري الإنجليزي الممتاز       | 1      | 0       | 2            | 0            | 1          | 0          | —      | —       | 4       | 0       |
| برايتون أند هوف ألبيون                        | 2022–23  | الدوري الإنجليزي الممتاز       | 19     | 6       | 4            | 3            | 2          | 1          | —      | —       | 25      | 10      |
| برايتون أند هوف ألبيون                        | 2023–24  | الدوري الإنجليزي الممتاز       | 27     | 6       | 2            | 0            | 0          | 0          | 7      | 0       | 36      | 6       |
| برايتون أند هوف ألبيون                        | 2024–25  | الدوري الإنجليزي الممتاز       | 11     | 1       | 0            | 0            | 2          | 0          | —      | —       | 13      | 1       |
| برايتون أند هوف ألبيون                        | المجموع  | المجموع                        | 58     | 13      | 8            | 4            | 4          | 1          | 7      | 0       | 78      | 17      |
| الإجمالي                                      | الإجمالي | الإجمالي                       | 61     | 13      | 9            | 3            | 5          | 1          | 12     | 2       | 88      | 19      |

1. ↑  تشمل كأس جمهورية أيرلندا وكأس الاتحاد الإنجليزي
2. ↑  تشمل دوري كأس أيرلندا وكأس رابطة الأندية الإنجليزية المحترفة
3. 1 2  الظهور في كأس دوري كرة القدم الإنجليزية
4. ↑  الظهور في الدوري الأوروبي

### المنتخب
آخر تحديث بعد المباراة التي لُعبت يوم 17 نوفمبر 2024.
| المنتخب         | السنة    | المشاركات | الأهداف |
| --------------- | -------- | --------- | ------- |
| جمهورية أيرلندا | 2022     | 2         | 0       |
| جمهورية أيرلندا | 2023     | 8         | 3       |
| جمهورية أيرلندا | 2024     | 8         | 1       |
| الإجمالي        | الإجمالي | 18        | 4       |

في جميع النتائج أدناه، تظهر نتائج ومباريات منتخب جمهورية أيرلندا أولاً.
| رقم | التاريخ        | الملعب                       | الخصم    | الهدف | النتيجة | المنافسة                                      |
| --- | -------------- | ---------------------------- | -------- | ----- | ------- | --------------------------------------------- |
| 1   | 22 مارس 2023   | ملعب أفيفا، دبلن، أيرلندا    | لاتفيا   | 2–0   | 3–2     | ودية                                          |
| 2   | 19 يونيو 2023  | ملعب أفيفا، دبلن، أيرلندا    | جبل طارق | 2–0   | 3–0     | تصفيات بطولة أمم أوروبا 2024 المجموعة الثانية |
| 3   | 16 أكتوبر 2023 | ملعب ألغارفي، فارو، البرتغال | جبل طارق | 1–0   | 4–0     | تصفيات بطولة أمم أوروبا 2024 المجموعة الثانية |
| 4   | 14 نوفمبر 2024 | ملعب أفيفا، دبلن، أيرلندا    | فنلندا   | 1–0   | 1–0     | دوري الأمم الأوروبية 2024–25 ب                |

## الجوائز

### الفردية
- FAI Young International Player of the Year (2): 2022، 2023
- أفضل لاعب شاب في برايتون أند هوف ألبيون (1): 2022–23[32]